# New Hope, Pennsylvania
New Hope är en ort i Bucks County, Pennsylvania, USA.